# Ophiactis cyanosticta
Ophiactis cyanosticta är en ormstjärneart som beskrevs av Hubert Lyman Clark 1918. Ophiactis cyanosticta ingår i släktet Ophiactis och familjen bandormstjärnor. Inga underarter finns listade i Catalogue of Life.